# جيتلينك
جيتلينك ، المعروفة سابقًا باسم جروب يوروتانل ، هي شركة عامة أوروبية مقرها باريس تدير وتشغل البنية التحتية لنفق القناة بين فرنسا والمملكة المتحدة ، وتدير خدمة السكك الحديدية لوشاتل ، وتحصل على إيرادات من القطارات الأخرى التي تعمل عبر النفق (قطار الركاب يوروستار وقطار الشحن دي بي تشنكر ). 
تأسست مجموعة يوروتانيل في 13 أغسطس 1986 لتمويل وبناء وتشغيل نفق القناة بموجب امتياز منحته الحكومتان الفرنسية والبريطانية. شُيّد النفق بين عامي 1988 و1994 من قِبل شركة ترانس مانش لينك (تي أم أل) بموجب عقد صادر عن مجموعة يوروتانيل؛ وقد تجاوزت تكاليف البناء بكثير التقدير الأصلي لشركة تي أم أل البالغ 4.7 مليار جنيه إسترليني. مليار جنيه إسترليني إلى التكلفة النهائية البالغة 9.5 مليار جنيه إسترليني مليار يورو. في 6 مايو 1994، افتُتح النفق رسميًا بعد اكتماله. تتألف بنيته التحتية للسكك الحديدية من 50.45 كيلومتر (31.35 ميل) من خطوط سكك حديدية مزدوجة المسار في الأنفاق الرئيسية، بالإضافة إلى مرافق محطات واسعة على مستوى سطح الأرض في فولكستون بإنجلترا وكاليه بفرنسا. شبكة السكك الحديدية التي تُشغّل خدمات قطارات يوروتانل شاتل مستقلة تمامًا، مع وصلات قرب المحطتين بشبكات السكك الحديدية الوطنية المعنية. كما تُشرف شركة جيتلينك على إمدادات الإشارات والجر الكهربائي.
في عام 1995، خسارة قدرها 925 مليون جنيهًا إسترلينيًا كما أعلنت مجموعة يوروتانيل ، ويعود ذلك جزئيًا إلى عدم السماح بعد بالعديد من الخدمات المخطط لها باستخدام النفق. في 2 أغسطس 2006، وعقب فشل خطط إعادة هيكلة الديون ، وُضعت مجموعة يوروتانيل تحت حماية الإفلاس ؛ ووافق المساهمون في مايو 2007 على خطة إعادة هيكلة تضمنت ترتيب تمويل بقيمة 2.8 مليار جنيه إسترليني ومقايضة الديون بالأسهم. وفي نفس العام، أعلنت عن صافي ربح قدره مليون يورو، وهو أول عام مربح للشركة. في ديسمبر 2009، استحوذت مجموعة يوروتانيل وشركة إس إن سي إف على شركة فيوليا كارغو الفرنسية لشحن السكك الحديدية، وحصلت على العديد من الشركات التابعة في هذه العملية. وفي يونيو 2010، استحوذت الشركة على شركة فيرست جي بي آر إف البريطانية لشحن السكك الحديدية مقابل 31 مليون جنيهًا إسترلينيًا. من فرست جروب . في عام ٢٠١٢، استحوذت مجموعة يوروتانيل على ثلاث عبارات في القناة الإنجليزية كانت تابعة سابقًا لشركة سيفرانس لخدمات العبارات المُصفّاة، وأنشأت شركة ماي فيري لينك لتشغيلها، على الرغم من توقفها بعد فترة وجيزة بسبب مزاعم الاحتكار . في ٢٠ نوفمبر ٢٠١٧، غيّرت مجموعة يوروتانيل اسمها إلى جيت لينك. في مارس ٢٠١٨، استحوذت شركة أتلانتيا القابضة الإيطالية على حصة غولدمان ساكس البالغة ١٥.٤٩٪ في جيتلينك، مقابل حوالي مليار يورو.

## أنظر أيضاً
- السكك الحديدية عالية السرعة في أوروبا
- نفق البحر الأيرلندي
- استفسارات السكك الحديدية الوطنية

### الاستشهادات
1. 1 2  مذكور في: SIRENE. آخر تحديث: 22 يناير 2022. لغة العمل أو لغة الاسم: الفرنسية.
2. 1 2 3  مُعرِّف سجل الشفافيَّة في الاتحاد الأوروبي: 092337815041-92. الوصول: 22 مايو 2022.
3. ↑  وصلة مرجع: https://www.lobbyfacts.eu/datacard/getlink?rid=092337815041-92.
4. ↑  وصلة مرجع: https://www.ville-rail-transports.com/ferroviaire/eiffage-devient-le-premier-actionnaire-de-getlink/.
5. 1 2  وصلة مرجع: http://www.eurotunnelgroup.com/uploadedFiles/assets-uk/Media/Press-Releases/2017-Press-Release/170301-eurotunnel-group-2016-annual-profits-up.pdf.
6. ↑  "Website legal information". Getlink (بالإنجليزية البريطانية). Archived from the original on 2025-07-03. Retrieved 2019-12-02.

### فهارس
- Anderson، Graham؛ Roskrow, Ben (1994). The Channel Tunnel Story. London: E & F N Spon. ISBN:0-419-19620-X.
- Foreign & Commonwealth Office (1994). The Channel Tunnel Story: The world's longest undersea tunnel system. London: Foreign & Commonwealth Office.
- Flyvbjerg, B.؛ Buzelius, N.؛ Rothengatter, W. (2003). Megaprojects and Risk: An Anatomy of Ambition. Cambridge: دار نشر جامعة كامبريدج. ISBN:0-521-00946-4.
- Kirkland، Colin J.، المحرر (1995). Engineering the Channel Tunnel. London: Chapman and Hall. ISBN:0-419-17920-8.
- Wilson، Jeremy؛ Spick, Jerome (1994). Eurotunnel – The Illustrated Journey. HarperCollins. ISBN:0-00-255539-5.

## قراءة إضافية
- "Eurotunnel operations in profit for the first time". RAIL. EMAP Apex Publications. ع. 325. 25 فبراير – 10 مارس 1998. ص. 9. ISSN:0953-4563. OCLC:49953699.

## روابط خارجية
- الموقع الرسمي

قالب:Channel tunnelقالب:CAC Next 20 companiesقالب:Rail network infrastructure companies